# 시부야 유키하루
시부야 유키하루(일본어: 渋谷 幸春, 1947년 4월 15일 ~ )는 일본의 전 프로 야구 선수이다. 도쿠시마현 이타노군 도나리정(현: 아와시) 출신이며 현역 시절 포지션은 투수였다.

## 인물
도쿠시마 현립 나루토 고등학교를 졸업하고 사회인 야구팀 시코쿠 전력을 거쳐 1969년 프로 야구 드래프트 회의에서 주니치 드래건스로부터 8순위 지명을 받고 입단했다. 변칙적인 투구폼의 기교파 투수로 프로 1년차부터 선발 또는 구원으로 활약했다. 1971년에는 시즌 10승, 이듬해 1973년에는 시즌 11승을 올렸다. 1974년 롯데 오리온스와 맞붙은 일본 시리즈에서는 3경기에 구원 등판했는데 4차전에서는 동점인 상황에서 등판하여 6회에 히로타 스미오, 아리토 미치요에게 연속 홈런을 내주며 패전 투수가 됐다.
‘요미우리 킬러’로 알려지면서 1973년에 세 번의 완봉승을 포함한 통산 14승(12패)을 기록했다. 다채로운 변화구를 구사한 ‘미러클 투구법’(ミラクル投法)은 종종 오 사다하루와 나가시마 시게오를 괴롭혔다. 1975년 이후에는 어깨 통증에 시달렸고 이듬해 1976년 스에나가 요시유키와의 맞트레이드로 닛폰햄 파이터스에 이적, 같은 해 현역에서 은퇴했다.
은퇴 후에는 닛폰햄의 시코쿠 담당 스카우트를 맡았다.

## 상세 정보

### 출신 학교
- 도쿠시마 현립 나루토 고등학교

### 선수 경력
- 시코쿠 전력
- 주니치 드래건스(1970년 ~ 1975년)
- 닛폰햄 파이터스(1976년)

### 개인 기록

#### 첫 기록
- 첫 등판 : 1970년 5월 5일, 대 다이요 웨일스 1차전(이시카와 현영 겐로쿠엔 야구장), 5회초 2사로부터 5번째 투수로서 구원 등판, 2/3이닝 무실점
- 첫 선발 : 1970년 5월 19일, 대 야쿠르트 아톰스 6차전(메이지 진구 야구장), 2이닝 2실점으로 승패 없음
- 첫 승리 : 1970년 6월 20일, 대 다이요 웨일스 8차전(주니치 구장), 선발 등판하여 6이닝 무실점
- 첫 완투 : 1970년 7월 14일, 대 다이요 웨일스 10차전(가와사키 구장), 8이닝 1실점에서 패전 투수
- 첫 완투 승리 :1970년 8월 20일, 대 히로시마 도요 카프 20차전(히로시마 시민 구장), 9이닝 1실점
- 첫 완봉 : 1970년 8월 25일, 대 야쿠르트 아톰스 18차전(메이지 진구 야구장)
- 첫 안타 : 1970년 9월 20일, 대 히로시마 도요 카프 22차전(히로시마 시민 구장), 오이시 야타로로부터 단타

#### 기타
- 올스타전 출장 : 2회(1971년, 1973년)

### 등번호
- 35(1970년)
- 17(1971년 ~ 1976년)

### 연도별 투수 성적
| 연 도      | 소 속      | 등 판 | 선 발 | 완 투 | 완 봉 | 무 4 구 | 승 리 | 패 전 | 세 이 브 | 홀 드 | 승 률 | 타 자 | 이 닝 | 피 안 타 | 피 홈 런 | 볼 넷 | 고 4 | 몸 맞 | 탈 삼 진 | 폭 투 | 보 크 | 실 점 | 자 책 점 | 평 자 책 | W H I P |
| ---------- | ---------- | ----- | ----- | ----- | ----- | ------- | ----- | ----- | -------- | ----- | ----- | ----- | ----- | -------- | -------- | ----- | ---- | ----- | -------- | ----- | ----- | ----- | -------- | -------- | ------- |
| 1970년     | 주니치     | 30    | 20    | 7     | 2     | 1       | 9     | 9     | --       | --    | .500  | 533   | 130.2 | 113      | 10       | 38    | 1    | 10    | 62       | 0     | 0     | 44    | 37       | 2.54     | 1.16    |
| 1971년     | 주니치     | 41    | 26    | 5     | 1     | 0       | 10    | 14    | --       | --    | .417  | 768   | 186.2 | 161      | 12       | 61    | 4    | 19    | 73       | 0     | 0     | 69    | 64       | 3.08     | 1.19    |
| 1972년     | 주니치     | 32    | 14    | 2     | 2     | 0       | 6     | 5     | --       | --    | .545  | 502   | 114.1 | 126      | 15       | 39    | 10   | 10    | 47       | 2     | 0     | 51    | 49       | 3.87     | 1.44    |
| 1973년     | 주니치     | 38    | 28    | 9     | 6     | 1       | 11    | 12    | --       | --    | .478  | 805   | 198.1 | 175      | 26       | 42    | 4    | 12    | 67       | 1     | 1     | 65    | 63       | 2.86     | 1.09    |
| 1974년     | 주니치     | 40    | 17    | 2     | 1     | 0       | 5     | 5     | 0        | --    | .500  | 534   | 122.1 | 128      | 19       | 42    | 6    | 12    | 54       | 0     | 0     | 63    | 61       | 4.50     | 1.39    |
| 1975년     | 주니치     | 14    | 0     | 0     | 0     | 0       | 0     | 1     | 0        | --    | .000  | 70    | 14.0  | 20       | 6        | 5     | 2    | 4     | 11       | 0     | 0     | 18    | 16       | 10.29    | 1.79    |
| 1976년     | 닛폰햄     | 19    | 5     | 0     | 0     | 0       | 1     | 1     | 0        | --    | .500  | 229   | 52.0  | 64       | 5        | 12    | 0    | 9     | 16       | 0     | 0     | 29    | 27       | 4.67     | 1.46    |
| 통산 : 7년 | 통산 : 7년 | 214   | 110   | 25    | 12    | 2       | 42    | 47    | 0        | --    | .472  | 3441  | 818.1 | 787      | 93       | 239   | 27   | 76    | 330      | 3     | 1     | 339   | 317      | 3.49     | 1.25    |

- 굵은 글씨는 시즌 최고 성적.